# 过氧甲酸
过氧甲酸（英語：Performic acid）是一种有机过氧酸，分子式为CH
2O
3。它是不稳定的无色液体，可由甲酸和过氧化氢混合制得。过氧甲酸有强氧化性和杀菌能力，被用于医疗和食品工业领域。

## 性质
过氧甲酸在室温下是无色液体，可溶于水、醇、乙醚、苯、氯仿等有机溶剂。因其具有强氧化性，被用于切割蛋白质中的二硫键，也被用于有机合成中的环氧化、羟化和氧化反应。在医疗和食品行业，过氧甲酸被用于消毒，其对病毒、细菌孢子、藻类、真菌、分枝杆菌及浮游生物等都有效。过氧甲酸氧化后的降解产物为水、二氧化碳和氧气，因此会作为杀菌剂普及。过氧甲酸的消毒作用快于过氧乙酸和过氧化氢。
过氧甲酸的主要缺点是高反应性和不稳定性，因此其需要在合成后的约12小时内使用。此外，加热过氧甲酸是十分危险的操作
。

## 合成
过氧甲酸可以通过甲酸与过氧化氢的平衡反应制备：
纯的过氧甲酸尚未制得，但是简单地混合等摩尔的反应物水溶液就可以得到浓度约48 %的过氧甲酸溶液。可以通过蒸馏将过氧甲酸的浓度提高至约90 %。
使用催化剂可以大规模地进行工业生产，但反应温度需控制在80 - 85 °C以下以防爆炸。催化剂可使用硝酸、氢氟酸、磷酸、硫酸或其盐；或是含有酯基的有机物，如羧酸酯、过氧乙酸。

## 安全性
过氧甲酸无毒，但对皮肤有刺激性（弱于过氧乙酸）。浓品（50 %以上）有强反应性，受热易分解，快速加热时会爆炸。室温下与甲醛、苯甲醛、苯胺等易燃物混合时可能会燃烧或爆炸，遇金属粉末会剧烈反应，乃至爆炸。
因此，处置泄漏的过氧甲酸需及时用冷水稀释，并用中性、不可燃的无机吸附剂（如蛭石）吸收。